# Izabela Czartoryska

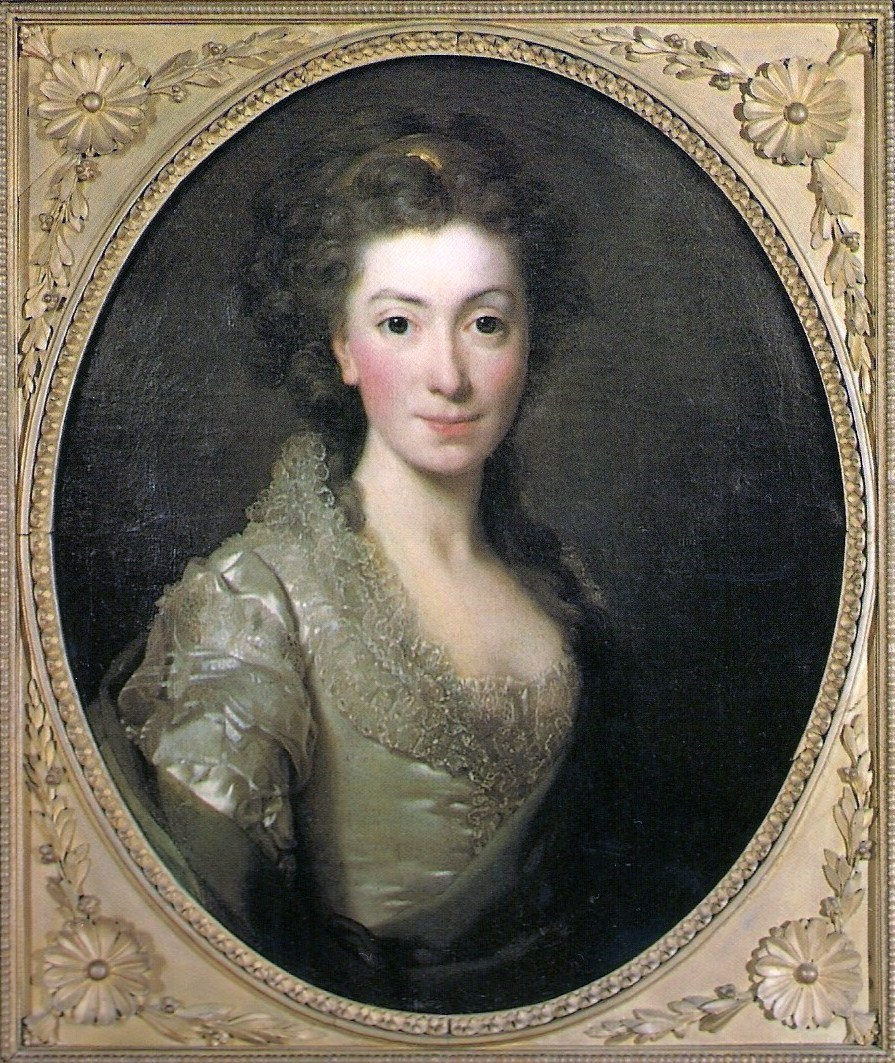
Izabela Dorota Fortunata Czartoryska, 1774 (nach Alexander Roslin)

Fürstin (Księżniczka) Izabela Dorota Fortunata Czartoryska geb. Gräfin von Flemming (auch Isabella; * 31. März 1745 in Warschau; † 17. Juni 1835 in Wysock) war eine aristokratische Schriftstellerin, Philanthropin, Mäzenin, Salonnière und Kunstsammlerin und begründete die Sammlungen des späteren Czartoryski-Museums, des ersten polnischen Nationalmuseums. Sie engagierte sich als Patriotin im Unabhängigkeitsstreben Polens gegenüber Russland und ging nach dem gescheiterten Novemberaufstand von 1830 mit ihrer Familie ins Exil.

## Leben

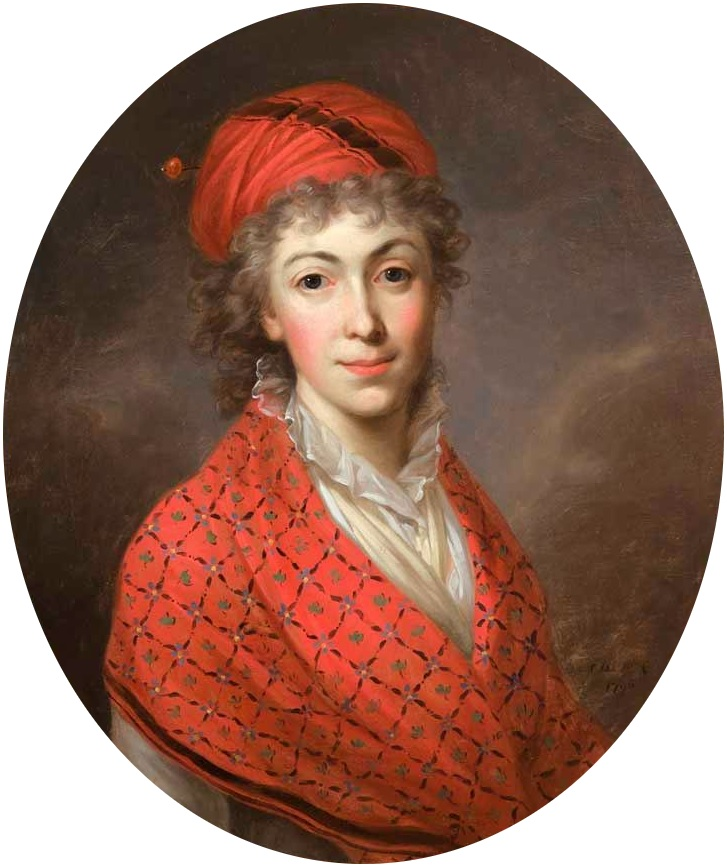
1796, nach Kazimierz Wojniakowski

Isabella war eine Tochter des Schatzmeisters von Litauen, Graf Georg Detlev von Flemming, aus dem pommerschen Uradelsgeschlecht von Flemming und seiner Frau, der Prinzessin Antonina Czartoryska. Da ihre Mutter bald nach der Geburt verstarb, wuchs sie am Hof ihrer mütterlichen Großmutter in Warschau und im ostpolnischen Wolhynien auf. Am 18. November 1761 wurde sie im Alter von fünfzehn Jahren in Wołczyn mit ihrem Cousin, dem Fürsten Adam Kazimierz Czartoryski vermählt, dem sie als Alleinerbin ihres Vaters 1771 ein großes Vermögen zubrachte. Der Ehe entstammten sechs Kinder (siehe unten). Adam war Oberhaupt einer der wohlhabendsten und politisch einflussreichsten Familien Polens.
Mit ihrem Mann unternahm sie ausgedehnte Reisen durch Deutschland, Frankreich, Italien und England. 1772 traf sie in Paris Benjamin Franklin, einen der Führer der Amerikanischen Revolution, sowie die französischen Philosophen Jean-Jacques Rousseau und Voltaire. Sie entwickelte ein ausgeprägtes Interesse für Literatur und Kunst sowie für die Gartenkunst, letzteres angeregt durch ihre Begegnung mit Jacques Delille und dessen Werk Les jardins, ou l’art d’embellir les paysages. Ab 1771 legte sie auf ihrem Landsitz Powązki einen sentimental-romantischen Landschaftsgarten an, der 1794 im Zusammenhang mit der Niederschlagung des Aufstandes unter Tadeusz Kościuszko von russischen Truppen vollständig zerstört und nicht wieder aufgebaut wurde.

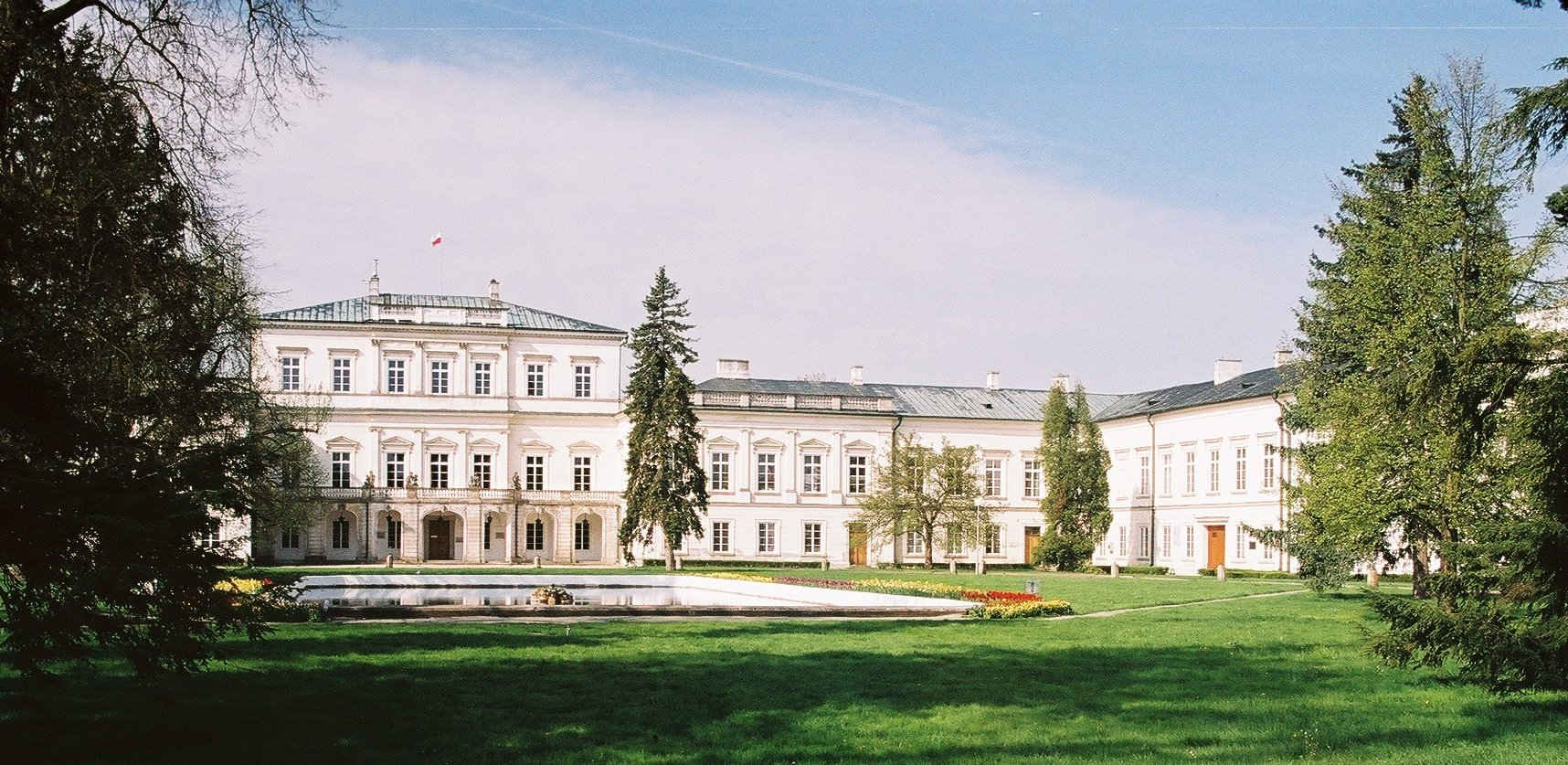
Schloss Puławy

Auch wenn die Familie vorwiegend in Warschau im Blauen Palast lebte, machte die Fürstin zusammen mit ihrem Mann den Sommersitz in Puławy ab 1775 zu einem Treffpunkt für Intellektuelle und Politiker. Sie entdeckte das Talent des jungen Malers Aleksander Orłowski und finanzierte ihn. Sie verehrte William Shakespeare und trug eine der größten Privatbibliotheken Polens zusammen. Sie verfasste selbst zahlreiche unveröffentlichte Werke wie Gedichte, Erinnerungen und Reisenotizen, aber auch einige mehrfach aufgelegte Bücher.
Auch wenn sie ein langjähriges Verhältnis mit dem russischen Botschafter Nikolai Repin unterhielt, machte sie gemeinsam mit ihrem Mann Puławy in den 1780er Jahren zu einem Brennpunkt der magnatischen, vom aufgeklärten Sarmatismus geprägten Opposition gegen die politische Annäherung des polnischen Königs Stanislaus II. August Poniatowski an Russland. Als ihr Mann überlegte, aufgrund der ungewissen politischen Entwicklungen in Polen nach England oder Frankreich zu emigrieren, verweigerte sie dies; die tiefe Verbundenheit mit ihrem Land bezeichnete sie in ihrem Selbstporträt als eine allem übergeordnete Empfindung. 1784 vereinte sie die polnischen Patrioten, nachdem ihre Söhne Adam Jerzy und Konstanty Adam von Zarin Katharina von Russland nach dem Kościuszko-Aufstand als politische Geiseln genommen worden waren. Von 1789 bis 1791 unternahm sie mit ihrem Sohn Adam Jerzy eine Bildungsreise durch England und Schottland, bei der sie nicht nur Landsitze und Gartenanlagen, sondern auch Fabriken, Manufakturen und Bergwerke sowie die Industriestädte Birmingham, Liverpool und Manchester besuchten. Die beiden letzten Teilungen Polens von 1793 und 1795 wurden zum Umbruch in ihrer Biographie. Während sie sich zuvor den Zerstreuungen des Hoflebens und der Bewunderung ihrer Verehrer und Liebhaber (darunter auch Armand Louis, Duc de Biron) hingegeben hatte, standen neben dem großen Einfluss ihrer Familie nun die patriotische Verbundenheit mit Polen und das Engagement für dessen Unabhängigkeit im Vordergrund.
1796 ließ sie das ebenfalls zerstörte Schloss in Puławy wieder aufbauen und erweiterte es um einen englischen Landschaftspark, den Garten von Puławy, wo sie 1801 den Tempel der Sibylle als Tempel der Erinnerung an die historische Größe Polens einrichtete, das nunmehr seine Selbständigkeit verloren hatte. Darin befanden sich historisch wertvolle Objekte aus polnischen Familien, darunter die Königliche Schatulle mit 73 Preziosen verschiedener polnischer Könige. Im Gotischen Haus trug sie zahlreiche historisch-literarische Reliquien zusammen, darunter Andenken an die Freiheitskämpfer Jeanne d’Arc, Wilhelm Tell und George Washington, ferner türkische Trophäen aus der Zweiten Wiener Türkenbelagerung. Beeinflusst vom Gedankengut der Romantik, erwarb sie diverse Gegenstände von sentimentaler Bedeutung, die Glanz und Elend des menschlichen Lebens symbolisierten, wie etwa Shakespeares Stuhl, Fragmente des angeblichen Grabes von Romeo und Julia in Verona, Überreste der Gebeine des El Cid und der Jimena aus der Kathedrale von Burgos, Überreste der Gebeine von Abelard und Heloisa sowie von Petrarca und seiner Laura und ein Schädelfragment Rousseaus. Zu den Objekten verfasste sie einen Katalog mit zahlreichen Essays, die die polnische Kultur in den Kontext europäischer Ideen stellen. Ferner ließ sie auch Volksschulen und Fabriken bauen und schrieb ein Erziehungsbuch für die Landbevölkerung. Über ihre Reise ins Hirschberger Tal in Niederschlesien, wo die 70-Jährige 1816 zur Kur in Bad Warmbrunn weilte, verfasste sie ein kulturhistorisch interessantes Reisetagebuch in französischer Sprache, das 2007 auf Deutsch veröffentlicht wurde.

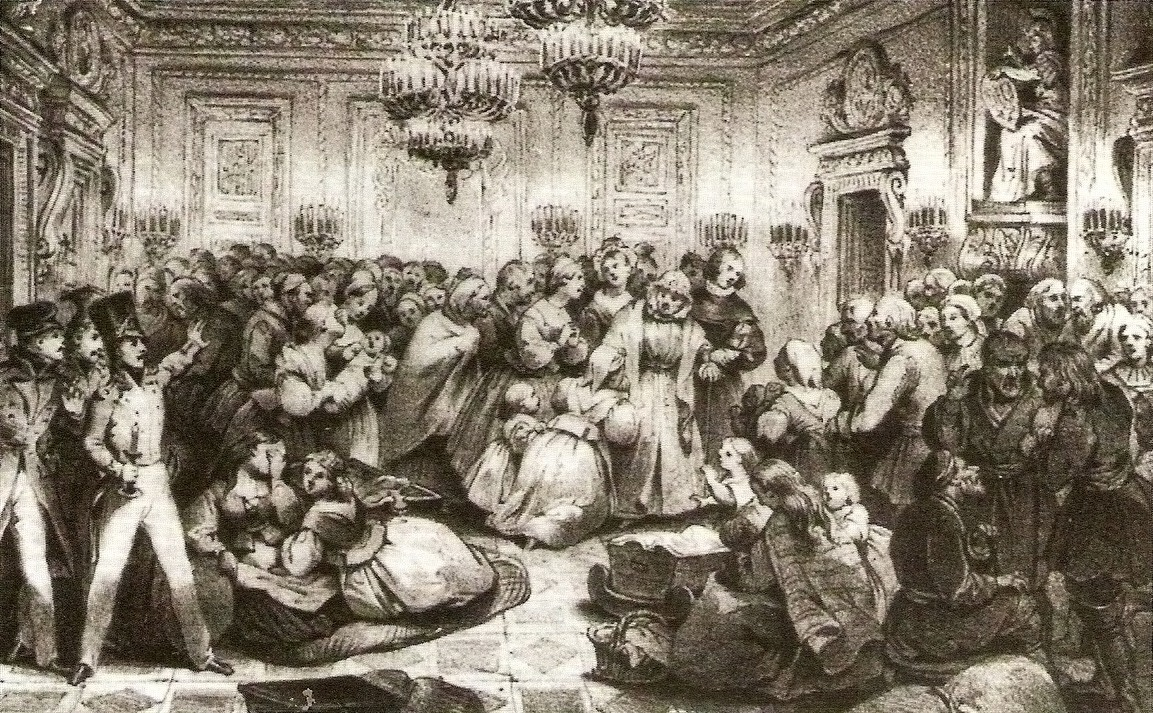
Izabela Czartoryska verlässt Puławy im Novemberaufstand 1831

1811 übereignete das Ehepaar Czartoryski den Blauen Palast in Warschau an die jüngste Tochter Zofia und deren Ehemann Graf Stanisław Kostka Zamoyski und zog ganz auf die Landsitze Puławy und Sieniawa. 1823 verstarb Fürst Adam Kazimierz. Während des Novemberaufstandes von 1830, als das Museum geschlossen und alle Objekte evakuiert wurden, war Schloss Puławy ein Hospital für Verwundete und ein Zufluchtsort für die flüchtenden Patrioten. Nach dem unglücklichen Ausgang der Revolution beschlagnahmten die Russen den Besitz und richteten im Schloss ein Erziehungsheim ein. Die Fürstin hatte Puławy fluchtartig verlassen müssen und zog sich zu ihrer Tochter Maria Anna von Württemberg auf das Schloss Wysock im habsburgisch regierten Galizien zurück, wo sie am 17. Juni 1835 im Alter von 89 Jahren starb.
Ihr Sohn Adam Jerzy nahm die geretteten Bestandteile ihrer Sammlung aus Puławy mit ins Exil nach Paris, wo sie im Hôtel Lambert aufbewahrt wurden, bis sie im Jahre 1878 durch ihren Enkel Władysław Czartoryski der Öffentlichkeit als Czartoryski-Museum in Krakau erneut zugänglich gemacht wurden. Dort sind sie heute noch zu sehen, darunter als berühmtestes Werk Die Dame mit dem Hermelin von Leonardo da Vinci, welches die Fürstin im Jahre 1800 von ihrem Sohn Adam Jerzy als Geschenk erhalten hatte.

## Kinder

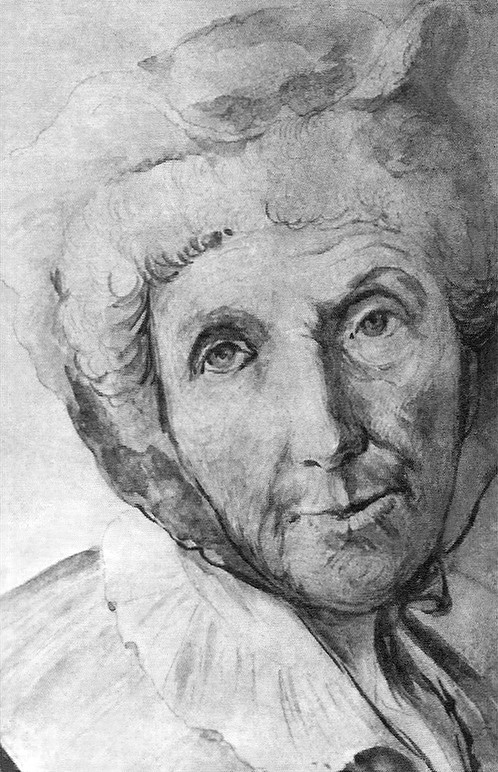
Izabela Czartoryska (1831)

- Teresa Czartoryska († 1780 bei einem Brand)
- Maria Anna Czartoryska (1768–1854), verheiratet mit Herzog Ludwig von Württemberg
- Adam Jerzy Czartoryski (1770–1861), verheiratet mit Prinzessin Anna Zofia Sapieha (1799–1864)
- Konstantin Adam Czartoryski (1773–1860), verheiratet mit Maria Dzierżonowska
- Gabriela Czartoryska
- Zofia Czartoryska (1780–1837), verheiratet mit Graf Stanisław Kostka Zamoyski (1775–1856)

## Werke

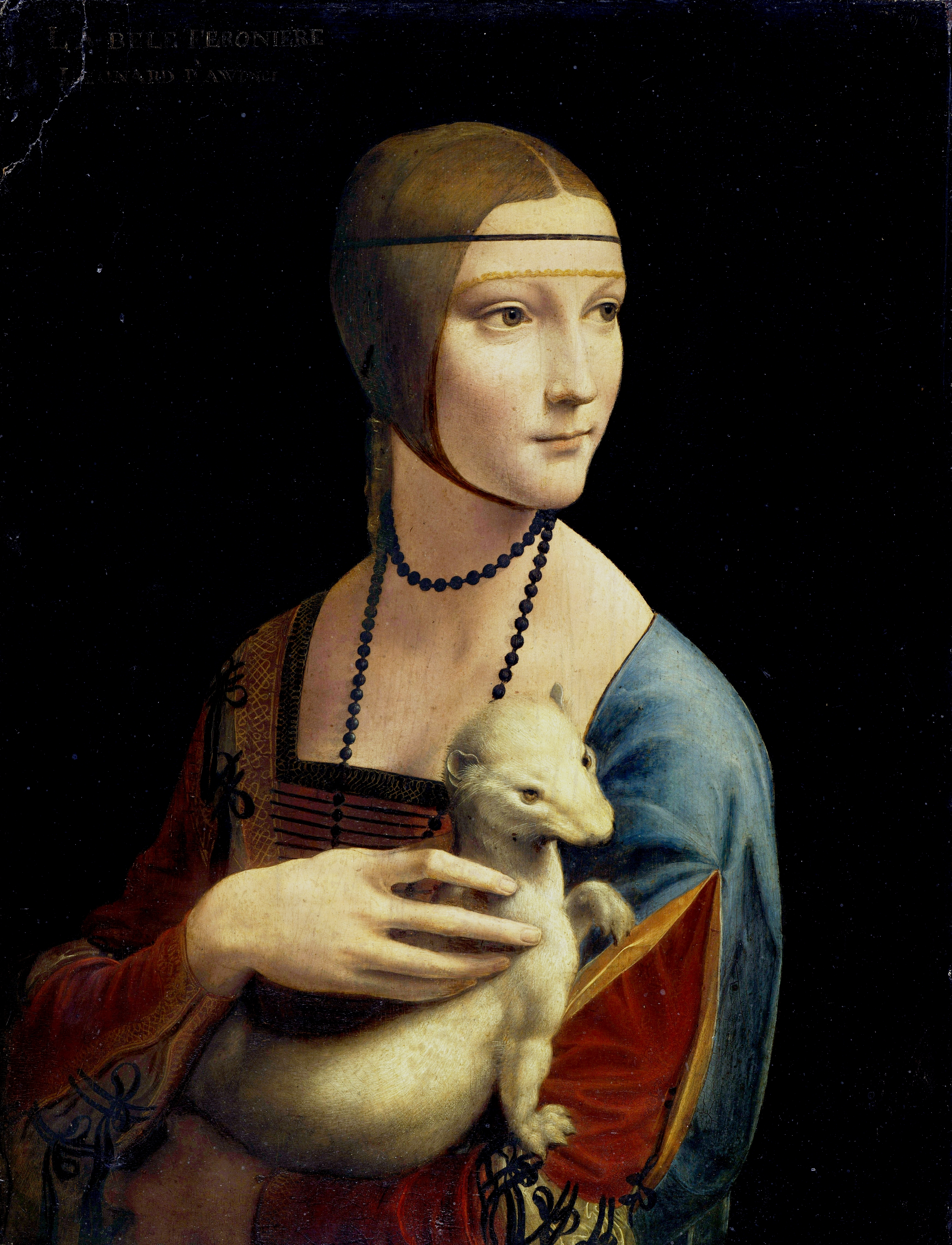
Die Dame mit dem Hermelin von Leonardo da Vinci (um 1490), Geschenk von Adam Jerzy Czartoryski an seine Mutter Izabela Czartoryska (1800), heute im Czartoryski-Museum, Krakau

- Myśli różne o sposobie zakładania ogrodów. Breslau 1805, 2. Aufl. 1808, deutsch: Mancherlei Gedanken über die Art und Weise, Gärten anzulegen. Weimar 2018.[6]
- Eine Schlesische Reise im Jahr 1816, Das Reisetagebuch der polnischen Fürstin Czartoryska. übersetzt und herausgegeben von Katrin Schulze, Bergstadtverlag, Würzburg 2007, ISBN 978-3-87057-283-9.
- Pielgrzym w Dobromilu, czyli nauki wiejskie (1817): Der Pilger in Dobromil oder ländliche Lehren